# ۴۴۰ (پیش از میلاد)
۴۴۰ (پیش از میلاد) ۴۴۰مین سال قبل از تقویم میلادی است.